# Richard Coke
Pour les articles homonymes, voir Coke.
Richard Coke (18 mars 1829 - 14 mai 1897) était un avocat, fermier et homme politique américain de Waco au Texas. Il fut le quinzième gouverneur du Texas de 1874 à 1876 et représenta cet État au Sénat des États-Unis de 1877 à 1895. Son oncle, Richard Coke, Jr., siégeait au Congrès.

## Biographie
Richard Coke est né à Williamsburg en Virginie, fils de John et Eliza (Hankins) Coke. Il fut diplômé du Collège de William et Mary en 1848 en droit. En 1850, il déménagea au Texas et ouvrit un cabinet à Waco, Texas. En 1852, il épousa Mary Horne. Le couple eut quatre enfants mais tous décédèrent avant leur 30 ans.
Coke fut un délégué à la Convention sécessionniste à Austin en 1861. Il rejoignit l'Armée confédérée comme simple soldat. En 1862, il créa une compagnie qui fut incorporée dans le 15e bataillon d'infanterie du Texas. Il gardera le grade de capitaine jusqu'à la fin de la guerre de Sécession. Il fut blessé au combat le 3 novembre 1863 près d'Opelousas en Louisiane. Il revint à Waco à la fin de la guerre.
En 1865, il fut nommé à la cour du Texas, et en 1866 il fut élu comme associé à la Cour suprême du Texas.
Coke fut élu gouverneur en tant que démocrate en 1873 et débuta ses fonctions en janvier 1874. On retient de son mandat une politique budgétaire très stricte et une réforme constitutionnelle adoptée en 1876. Il fut également l'un des instigateurs de la création de l'université du Texas pour l'agriculture et la mécanique qui devint plus tard l'Université A&M du Texas.
Il démissionna du poste de gouverneur en décembre 1876 alors qu'il débutait son mandat en tant que sénateur. Il sera cependant réélu en 1882 et 1888. Il ne fut pas candidat lors des élections de 1894.
Il prit sa retraite dans sa demeure de Waco. Il tomba gravement malade après avoir attrapé froid alors qu'il luttait contre l'inondation provoquée en avril 1897 par la rivière Brazos. Il fut enterré au cimetière d'Oakwood à Waco même. Le comté de Coke au Texas porte son nom en son honneur.